# کوندروک
کوندروک (به انگلیسی: Koondrook) یک شهرک در استرالیا است که در ویکتوریا (استرالیا) واقع شده‌است.